# Villa Medicea La Petraia

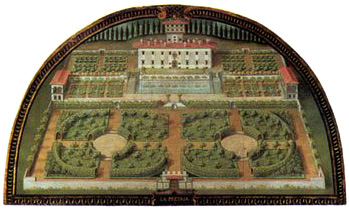
Médaillon de Giusto Utens, Museo di Firenze com'era

La villa Medicea La Petraia est une villa médicéenne qui se situe dans la zone collinaire du Castello, au 40 de la Via Petraia à Florence.

## Histoire
En 1364, le palagio della Petraia appartenait à la famille Brunelleschi. En 1422, Palla Strozzi l'a acquis en lui ajoutant les terres adjacentes. Au XVIe siècle, la villa devint la propriété des Salutati, qui la vendent ensuite à Cosme Ier de Médicis qui, en 1544, la donne à son fils, le cardinal Ferdinand en 1568.
Les travaux d'embellissement de 1566 furent étendus par Ferdinand, devenu Grand-duc en 1587, qui le transforma en une résidence digne d'un Prince. En 1589, la villa est assignée à son épouse Christine de Lorraine pour ses noces. La villa passe sous l'apanage de Don Antonio de Médicis en 1609.
Sous la maison de Savoie, elle devint la résidence du roi Victor Emmanuel II et de Rosa Vercellana, son épouse morganatique.
Depuis 1919, elle fait partie des biens de l'état.

## Jardin
Son jardin à l'italienne a été dessiné par Le Tribolo, et sa Florence sortant des eaux sculptée par Jean de Bologne

## Lieu de conservation
Dans ses dépôts est conservé la Sémiramis (1623-1625) de Matteo Rosselli, un des quatre tableaux qui décoraient la salle d'audience de la grande-duchesse Marie-Madeleine d'Autriche dans la villa di Poggio Imperiale et qui étaient consacrés à la vie des femmes célèbres .

## Sources
- (it) Cet article est partiellement ou en totalité issu de l’article de Wikipédia en italien intitulé « Villa La Petraia » (voir la liste des auteurs).